# فالنتاين موت

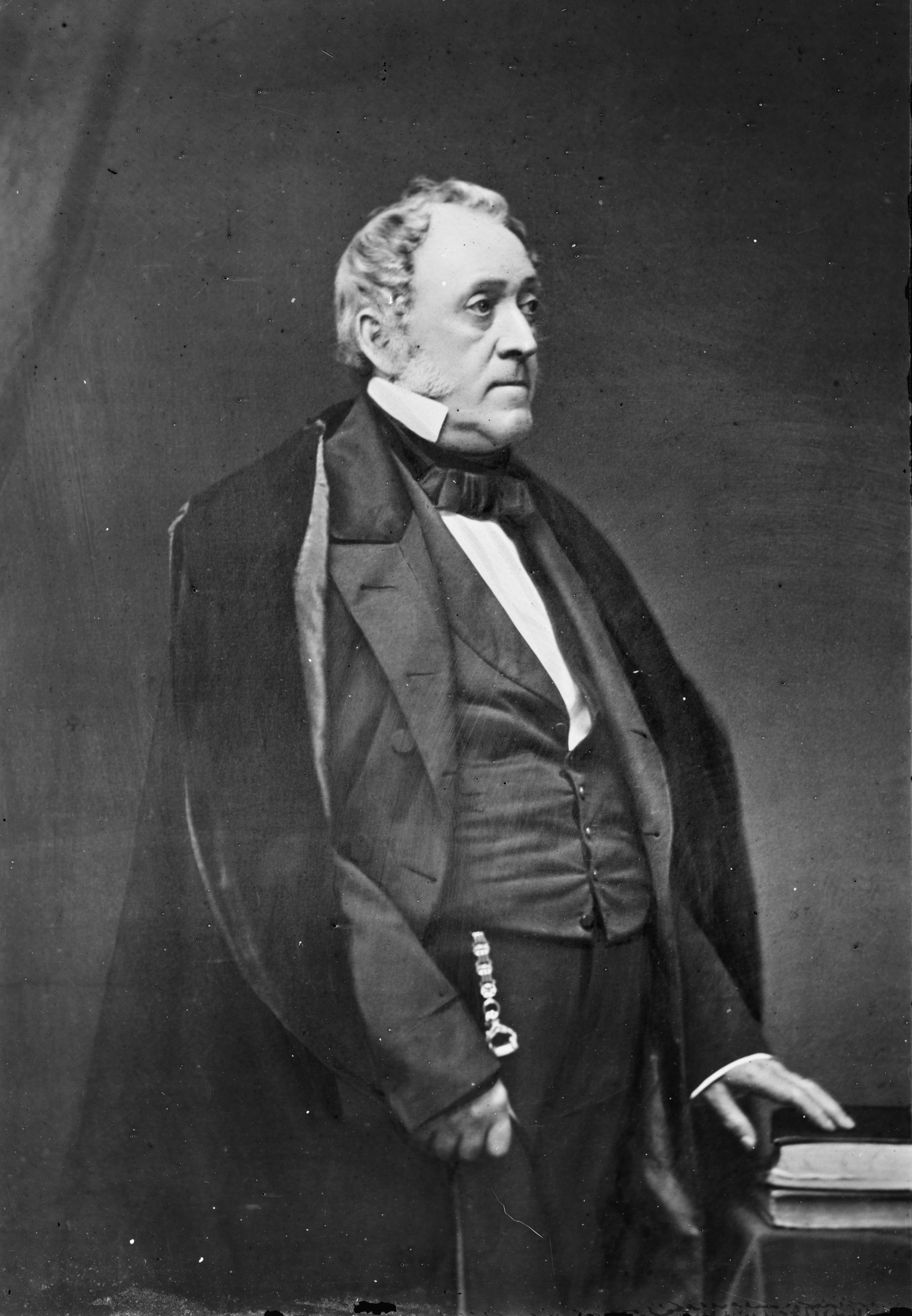
فالنتاين موت

فالنتاين موت (بالإنجليزية: Valentine Mott)‏ ـ (20 أغسطس 1785 ـ 26 أبريل 1865) هو جرّاح أمريكي.

## حياته
ولد موت في غلين كوف بولاية نيويورك، وتلقى تعليمه في كلية كولومبيا، ثم تعلم على يد السير أستلي كوبر في لندن. عمل لدى عودته إلى الولايات المتحدة مساعد مدرس للتشريح، قبل أن يُعين أستاذًا للجراحة بكلية كولومبيا سنة 1809. شهدت الفترة بين 1811 و1834 ذروة ازدهاره كجرّاح ومعلّم للجراحة، ويقال إنه أجرى نحو ألف عملية بتر و165 عملية شق حصوي.
ارتحل موت إلى أوروبا سنة 1834، حيث قضى سبع سنوات (من 1834 إلى 1841)، قبل أن يعود أدراجه إلى نيويورك، حيث كان من مؤسسي كلية الطب الجامعية في نيويورك (مدرسة طب جامعة نيويورك فيما بعد). ترجم إلى الإنجليزية كتاب ألفرد أرمان لوي ماري فلبو الموسوم "الجراحة العملية"، وقد انتُخب رئيسًا لأكاديمية نيويورك للطب سنة 1849، وكان زميلًا أجنبيًا بالأكاديمية الإمبراطورية للطب بباريس.

## أسرته
تزوج فالنتاين موت من لويزا دنمور من (بالإنجليزية: Louisa Dunmore Munn)‏، وأنجبا تسعة أطفال: ستة من الذكور، منهم ألكسندر براون موت (1826 ـ 1889) وفالنتاين موت الأصغر (1822 ـ 1854) وثاديوس موت، وثلاث من الإناث، منهن لويزا دنمور موت، التي تزوجت من الجرّاح ويليام هوم فان بيورن.
عمل بالطب من أحفاد موت الجرّاح فالنتاين موت (1852 ـ 1918)، حفيده من ابنه ألكسندر براون موت، الذي تعلّم في باريس على يد لويس باستير، وكان أول من أدخل لقاح داء الكلب إلى الولايات المتحدة.

## وفاته
توفي فالنتاين موت سنة 1865، ودُفن في مقبرة غرين-وود في حي بروكلين بمدينة نيويورك.